# テスコ (非破壊検査・CTスキャン装置製造販売)
テスコ株式会社（英: TESCO Corporation）は、神奈川県横浜市に本社を置く、X線 透過・CT装置の製造・販売・保守やX線を利用した非破壊検査サービスを行う企業。

## 事業内容
※出典：
- X線 透過・CT装置の製造・販売・保守
- X線 透過・CT装置の仕様コンサルティング
- X線 検査装置の主要部品（X線管球、X線直線加速器、検知器、照射ボックス、ガントリー等）の販売、据付、保守
- X線を利用した非破壊検査サービス
- ハンドヘルドスキャナー「T-SCAN hawk2」の販売

## 沿革
※出典：
- 1975年12月5日 - 特殊塗料株式会社（現・マークテック）の検査関係が母体となり、非破壊検査教育及びコンサルティングを目的としたテスコ株式会社を資本金500万円で設立。
- 1978年1月 - 資本金を2,000万円に増資。
- 1986年
  - 1月 - 米国ケベックス社X線チューブの輸入販売代理店契約締結
  - 4月 - 米国スキャンディ・フラッシュ社とフラッシュX線装置（高速X線装置）の輸入販売総代理店契約締結
- 1988年8月 - マークテック株式会社（旧・特殊塗料）所有のテスコ株式全株を譲り受け、親子関係を解消
- 1989年
  - 10月 - 米国バイオ・イメージング・リサーチ（BIR）社（現・バレックス・イメージング社）と同社のX線CT装置の輸入販売総代理店契約締結
  - 12月 - 英国エックステック・システム社（現・ニコンメトロロジー社）と同社の高出力微焦点Ｘ線装置の輸入販売代理店契約締結
- 1992年12月 - 資本金を3,000万円に増資
- 1995年10月 - 英国テクニカル・ソフトウエア・コンサルタンツ社のACFM・ACPD検査装置の輸入販売総代理店契約締結
- 2007年10月 - 丸紅情報システムズ株式会社の100%出資子会社となる
- 2009年
  - 3月 - 米国バリアンメディカルシステムズ社（現・バレックス・イメージング社）と同社の産業用X線CT装置の総代理店契約締結（契約先変更）
  - 11月 - 本社を神奈川県横浜市港北区新横浜に移転
- 2010年3月 - Linatron 9Mを使用したX線CTシステムの販売・納入
- 2016年4月 - 自社開発 X線CTスキャン装置 TXSシリーズ販売
- 2021年10月 - ハンドヘルド3Dスキャナー「T-SCAN hawk」販売
- 2023年4月-ハンドヘルド3Dスキャナー「T-SCAN hawk2」販売　同、T-Scanhawk販売終了

## 事業所
- 本社：神奈川県横浜市港北区新横浜3-8-11　メットライフ新横浜ビル
- アクセス：JR新横浜駅 北口 徒歩3分